# Tyrese Rice
Tyrese Jammal Rice (Richmond (Virgínia), 15 de maio de 1987) é um basquetebolista profissional estadunidense que atualmente defende o Shenzhen Leopards na CBA. O atleta possui 1,85m, pesa 86Kg e atua na posição armador.
Tyrese disputou o EuroBasket 2013 realizado na Eslovénia pela seleção montenegrina.